# Maison de la Magie

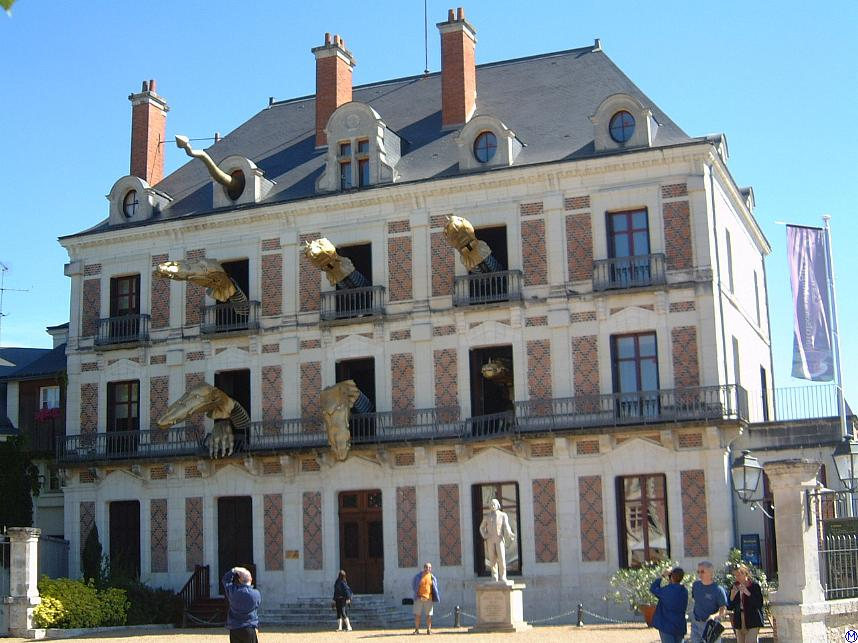
Außenansicht des Museums

Maison de la Magie ist die Bezeichnung für ein Zaubermuseum, das 1998 in der französischen Stadt Blois eröffnet wurde.

## Geschichte
Das Maison de la Magie ging aus dem Privatmuseum des Enkels von Jean Eugène Robert-Houdin hervor. Robert-Houdin gilt als der einflussreichste Zauberkünstler des 19. Jahrhunderts. Die Sammlung wurde 1981 der Gemeinde vermacht und zunächst von 1985 bis 1991 im Schloss von Blois gezeigt. 1998 richtete man gegenüber des Schlosses in einem bürgerlichen Gebäude aus dem 19. Jahrhundert das heutige Maison de la Magie ein.

## Das Museum
Die Außenansicht zeigt sechs riesige Drachenköpfe besticht, die durch Fenster nach außen schauen und sich auf- und abbewegen.
Das Museum ist von April bis September geöffnet und bietet mit wechselnden Ausstellungen und unterschiedlichen Zaubervorstellungen verschiedene Programmpunkte. Zur ständigen Ausstellung gehören vor allem Exponate, die mit Robert-Houdin verbunden sind. Dazu zählen Stiche, Bücher und Requisiten und weitere Ephemera.